# عذام رأس الرجاء
عذام رأس الرجاء (الاسم العلمي: Cunonia capensis) أو شجرة ملعقة الزبدة، شجرة سكين الزبدة، جار الماء الأحمر الإفريقي، جار الماء الأحمر أو رويلز، هي شجرة صغيرة توجد في غابات جبال إفريقيا بجنوب إفريقيا على طول الأنهار. تُزرع للزينة في الحدائق لأوراقها اللامعة الجذابة ومجموعة زهورها البيضاء الصغيرة المعطرة. إنها النوع الوحيد من 24 نوعًا من العذام التي توجد خارج كاليدونيا الجديدة في المحيط الهادئ.